# ウーマンラッシュアワー
ウーマンラッシュアワーは、吉本興業（東京本社）所属のお笑いコンビ。2008年9月結成。THE MANZAI 2013優勝者。単に「ウーマン」とも呼称される。

## メンバー
- 村本 大輔（むらもと だいすけ、1980年11月25日（44歳）[1] - ）
ボケ担当。立ち位置は向かって左。
身長174cm、体重60kg、血液型O型[1]。
福井県[1]大飯郡おおい町[3] 出身。
報道等で「ウーマン村本」と呼ばれることが多い[4]。大阪NSC22期生[1]、1999年NSC入学、2000年デビュー[要出典]。同期にはキングコング、山里亮太（南海キャンディーズ）、スーパーマラドーナ、ピース、平成ノブシコブシ、NON STYLEなどがいる。政治的要素を取り入れたネタ作成のほか、朝鮮学校支援などの政治活動も行っている。アメリカで活動する準備をしている[5]。
- 中川 パラダイス（なかがわ パラダイス、1981年4月12日（44歳） - ）
本名：中川和宗（なかがわ たかむね）[1]
ツッコミ担当。立ち位置は向かって右。
身長173cm、体重63kg、血液型B型[1]。趣味はパチンコ、漫画[1]。
大阪府[1]大阪市東淀川区[3] 出身。大阪NSC23期生[1]、2000年NSC入学、2001年デビュー。
「パーラダーイス」「ガリラッパガリラッパペナーレペナーレ」｢プッシュ! プッシュ!」などの一発ギャグを持つ。

## 来歴
村本はコンビの結成・解散を繰り返しながらピン芸人として活動していた。「村本・本田」というコンビで『M-1グランプリ』準決勝進出の経験がある。
一方の中川は、「パラフィンキック」というコンビで活動した後に解散。その話を聞きつけた村本が中川に呼びかける形で、2008年9月に「ウーマンラッシュアワー」を結成。コンビ名は、村本が好きな2つの映画のタイトル、『プリティ・ウーマン』と『ラッシュアワー』を合わせて命名した。
結成3ヶ月でbaseよしもとのレギュラーを獲得する。2013年2月に同劇場を卒業後、同年4月から東京に進出。
2011年に『THE MANZAI』で決勝に初進出した（その際に一部のメディアでは「芸歴3年」と紹介されたが、「結成3年（当時）」の誤りで、実際の芸歴は2名とも10年を超えていた）。
2013年12月、『THE MANZAI 2013』にて優勝。
2016年、村本の出身地のおおい町より「おおい町観光PR大使」に任命。
同年6月29日、『AKBINGO!』（日本テレビ）でバッドボーイズに代わり2代目MCとして出演。
2017年、『THE MANZAIマスターズ』で、後述の社会問題ネタを披露。その後も2021年まで毎年出演していた。
2018年頃から活動の主軸をテレビから劇場での漫才に移行していき、テレビ出演が減少していった。現在はルミネtheよしもとを中心に全国の劇場に出演している。
コンビでMCを務めているAKBINGO!、特別番組のAKBINGO!NEOの出演は継続していたが、2021年7月21日の放送をもって村本のみ卒業した。

## 芸風
漫才を中心に行っているが、単独ライブなどではコントを披露することもある。
ネタの中では、村本が「ムラセン（格好いい高校教師）」「バイトリーダー」「ながれぼしせいや（アイドル）」などイケメン・ナルシストな役を演じ、中川がそれにあこがれる女子の役をすることが多い。
「バイトリーダー」に代表される早口で決め台詞を言い放つネタが知られるが、結成当初は比較的ゆっくりとした口調であった。早口に変えたきっかけは「ある企業の宴会の営業で、お客さんが全然聞いてくれないことがあった。我々の前に出演した銀シャリがものすごい早口でしゃべったところ、会場が聞こうとしてシーンとなった」ことに影響されたからだという。ただし早口すぎて、観客からアンケートで大きく「？」と書かれたこともあるという。
2010年代後半頃からは、原発、米軍基地、朝鮮学校などの政治・社会問題・時事ネタに触れたスタンダップコメディ風の風刺ネタがメインとなりつつある。村本は、「お笑いは社会のスケッチ。石を投げて波紋を見ないと社会の形は分からない。相方のボケより、ツッコミどころだらけの世の中に突っ込むほうが面白い」と語っている。社会風刺ネタはTHEMANZAIで2017年から2021年まで毎年披露しており、賛否両論を巻き起こしている。そのスタイルは、村本が一方的に早口でまくし立て、言いたいことを言ったら踵を返してすぐに退場、その後中川がゆっくり挨拶をして終わる流れで、一般的な漫才のスタイルと乖離した面がある。中川もただ黙って聞いているだけではなく、村本の発言を邪魔しないように適度な相槌を打ったり、話に乗ったりしている。これによって村本の発言の補助・解説の役割を果たしていると評価されている。

## 受賞歴
- 2009年 第10回 笑わん会 優秀賞
- 2009年 第7回MBS新世代漫才アワード 準優勝
- 2010年 第31回ABCお笑い新人グランプリ 審査員特別賞
- 2011年 第32回 ABCお笑い新人グランプリ 最優秀新人賞
- 2013年 第43回NHK上方漫才コンテスト 優勝
- 2013年 THE MANZAI 優勝

## 出囃子
Hans Zimmer & Junkie XL『Is She With You?』
以前は東京スカパラダイスオーケストラの『めくれたオレンジ』を使用していたが、2017年に変更した。

## 賞レースでの戦歴

### M-1グランプリ
| 年度   | 結果       | 備考     |
| ------ | ---------- | -------- |
| 2008年 | 3回戦敗退  | 初出場   |
| 2009年 | 3回戦敗退  |          |
| 2010年 | 準決勝敗退 | 予選18位 |

- 中川パラダイスは、ピン芸人のチェリー吉武と「中川パラダイスとチェリー吉武」というコンビを結成して2019年大会に出場している[19]。

### THE MANZAI
| 年度   | 予選サーキットランキング | 結果                               | 備考                  |
| ------ | ------------------------ | ---------------------------------- | --------------------- |
| 2011年 | 8位                      | Cグループ2位で敗退                 | 初の決勝進出          |
| 2012年 | 6位                      | Aグループ2位で敗退                 | 2年連続決勝進出       |
| 2013年 | 1位                      | Bグループ1位でファイナル進出、優勝 | 3年連続決勝進出、優勝 |

第1回（2011年大会）
- 各本戦サーキットでは合計26点(1回目は20点、2回目は6点)を獲得して、サーキットランキング8位で初の決勝進出。決勝戦では、Cグループに振り分けられ、出番順は3番目。ここで披露したネタは、村本が早口で決め台詞を言っていく鉄板ネタの「バイトリーダー」のネタだった。審査では、秋元康、テリー伊藤からの2票を獲得し、国民ワラテンでは74点を獲得するも、2番目にネタを披露した千鳥に6票の差をつけられ、結果、Cグループ2位で敗退する[20]。
- 決勝に進出が決定した当時はまだ全国的には無名だったので、決勝進出するにあたって、村本は「誰も知らない漫才師が誰もみたことない漫才をして優勝します」と意気込みをした[21]。
- この年に披露したネタは、上記の通り、当時の鉄板ネタである「バイトリーダー」[22]。 同ネタは、バイトリーダー役の村本が、新人役の中川に「俺はバイトという世界で生きている。この世界でえらいやつは金を持っているやつでもなく、喧嘩が強いやつでもない。土日祝日入れるやつ！　バイトリーダーです！」などの決め台詞を早口で言い放つというネタ[23]。様々な番組などでよく披露していたネタだったため、岡村隆史（ナインティナイン）にそのことを指摘された。

第2回（2012年大会）
- 各本戦サーキットでは合計27点(1回目は16点、2回目は11点)を獲得し、サーキットランキング6位で2年連続2度目の決勝進出[24]。決勝ではAグループに振り分けられ、2番目にネタを披露する。披露したネタは、「八つ当たり」。結果は、秋元康、テリー伊藤、オール巨人（オール阪神・巨人）からの3票を獲得し、国民ワラテンは79点を獲得する。しかし、この年の優勝者であるハマカーンに1票の差で敗れ、Aグループ2位で敗退[25]。

第3回（2013年大会）
- 各本戦サーキットでは合計40点(1回目、2回目ともに20点)を獲得し、サーキットランキング1位で3年連続3度目の決勝進出[26]。決勝ではBグループに振り分けられ、出番順は4番目。相方のことを紹介するネタを披露。結果、西川きよし、秋元康、テリー伊藤、天野ひろゆき（キャイ〜ン）、高須光聖からの5票、国民ワラテンで87点を獲得し、1位となったのでさらに1票得て合計6票。Bグループ1位でファイナル進出。ファイナルラウンドでは、出番順は3番目で、決勝で披露したネタをさらにグレードアップしたネタを披露する。。秋元康、テリー伊藤、オール巨人（オール阪神・巨人）、大竹まこと、木村裕一から票を得て、優勝。“THE MANZAI 2013”の称号とフジテレビのレギュラー新番組、副賞として日清食品製品30年分が与えられた[27]。その優勝特典によってウーマンラッシュアワーの冠番組である『TOKYOラッシュアワー 』（フジテレビ）が 2014年4月18日 に放送開始。ウーマンラッシュアワーが東京都心23区を毎週1区ずつ訪れて、それぞれの区の特徴を生かした様々なミッションに挑む。また、『THE MANZAI 2013』の認定漫才師などのも出演する[28]。

## エピソード
- 鉄板ネタでもあり、THE MANZAI2011でも披露した「バイトリーダー」のネタは、村本が実際にアルバイトをしていたときの経験が生かされていて、当時のバイトリーダーへの復讐心から生まれたネタだという[29]。始めは、村本が「どうしたの～？」と新人を助けるというネタを考案。だが、客の反応は「キモい」の一言だったので決め台詞でバイトリーダーあるあるを言うことした[30]。
- コンビの方向性やスタイルは、村本が圧倒的な力で決めている。衣装は主に村本が暗色系のスーツにネクタイ、中川が半ズボンと半袖のワイシャツと蝶ネクタイを着用している。これは、村本が考えた「コンビは『カッコイイ』と『可愛い』の組合せがいい」というイメージ戦略によるもの。それにより村本はコンビ結成後、中川に「パラダイス」という芸名をつけ、髪型を変えさせて、衣装も選んだ。村本のネタへのこだわりが強く、2人のネタ合わせは何時間にもおよび、 中川は「最初の『どうも初めまして、ウーマンラッシュアワーです！』からダメ出しが始まる。それが10回くらい続くときもあります」と話している[31]。
- テレビで漫才番組を見ていた島田紳助が、まだ若手のウーマンラッシュアワーの漫才をたまたま見て、「M-1だったら93、94点はつけている。」と話すなど大絶賛した。それから紳助の番組などで紹介される機会も増え、ウーマンラッシュアワーの知名度も上がった。その時、村本が「僕ら優勝できますかね？」と尋ねると、紳助は「3年後に仕上がるわ」と言ったという。その3年後、本当にウーマンラッシュアワーがTHE MANZAIで優勝した[32]。
- M-1グランプリの出場資格はコンビ結成15年以内で、ウーマンラッシュアワーは2008年結成のため、2023年まで出場する事が出来たが、2010年を最後に出場していない。その理由について村本は、 今のM-1に出場しているメンバーは、過去に『THE MANZAI』で（ウーマンラッシュアワーが）勝っているコンビばかりであるため、出るメリットがないと明かしている。また、「審査員が全員出てくれるんだった出る」とも発言していて、審査員も審査をするだけでなく、ネタをやってほしいと語っている[33]。

- 一度ルミネtheよしもとで漫才を行っている時にマイクの不具合で音がでなくなってしまった。しかし、村本はフットマイクに向かって話して漫才をし、最後に「センターマイクなしで大爆笑を起こせるのはウーマンラッシュアワーだけだ」と言って舞台を去った[34]。
- 劇場では自分で購入した専用のセンターマイクを使用している。

## 出演番組
単独出演については村本大輔、中川パラダイスを参照。

### テレビ

#### 過去の出演番組
レギュラー番組
- 炎上base（関西テレビ、2009年7月24日 - 2010年3月19日）
- あほやねん!すきやねん!（NHK大阪、2010年4月12日 - 2012年3月28日）月曜レギュラー
- ちちんぷいぷい（毎日放送、2010年1月27日） - 水曜日企画「すみびぃき団」に出演
- おはよう朝日です（朝日放送、2011年4月7日 - 2013年3月28日）木曜レギュラー
- わっしょい!5up（朝日放送、2011年5月14日 - 2012年3月25日）
- あしたモテ期にな〜れ! てるてるモテるちゃん（読売テレビ、2012年1月7日 - 2012年3月10日）
- もってる!? モテるくん（読売テレビ、2012年3月17日 - 2013年2月23日）
- せやねん!（毎日放送、第2部のみ出演：2012年1月14日・2012年3月3日、第1部・第2部隔週出演：2012年4月7日 - 2012年9月30日、スマイルと交替で第1部・第2部出演：2012年10月13日 - 2013年9月21日、月1回第2部のみ出演：2013年10月19日 - 2014年4月12日、東京に活動拠点を移したため降板）
- あるあるYYテレビ（TVQ九州放送、2012年4月23日 - 2013年3月25日）隔週月曜レギュラー、2012年12月までは毎週月曜
- ときめき☆ダンシャリアン〜捨てる勇気、君に届け!!〜（関西テレビ、2012年9月6日 - 9月27日）
- バイキング（フジテレビ、金曜レギュラー：2014年4月4日 - 2015年3月27日、専属レポーター：2015年4月17日 - 10月9日[35]）
- TOKYOラッシュアワー（フジテレビ、2014年4月17日 - 9月18日）MC、冠番組[36]
- 今週のスポットライト（関西テレビ、2014年7月15日 - 9月30日）
- ミレニアムズ（フジテレビ、2014年10月18日 - 2015年9月15日）
- ハイポール（フジテレビ）
- おかえりなさ〜い（福井テレビ）
- AKBINGO!（日本テレビ、2016年6月29日 -2019年9月25日）2代目MC[37]

#### スペシャル番組
- ウーマンラッシュアワーの100km走れ! メロメロッす（朝日放送、2011年12月16日）MC、初の冠番組

### テレビアニメ
- まえせつ!（TOKYO MXほか、2020年10月 - 12月、コンビで本人役）

### ラジオ
過去のレギュラー番組
- ウーマンラッシュアワーのラジオだってさ!!（ABCラジオ）
- ウーマンラッシュアワーのオールナイトニッポン0(ZERO)（ニッポン放送、2014年4月3日 - 2015年3月26日）
- 鮎川優のミッドナイトニッポン（ラジオ日本）中川パラダイス

### インターネット番組
- ウーマンラッシュアワーのやっぱり!生が好き（NOTTV、2015年10月7日 - 2016年6月29日）MC

### CM
- ほっともっと（2014年）ナレーション
- 日清食品 出前一丁＋チキンラーメン『日清GO!GO!阪神タイガースキャンペーン 早口篇』（2014年）
- UDトラックス 大型トラック『クオン』（2014年）

### 舞台
- 吉本百年物語 爆発! MANZAIが止まらない（2013年1月、なんばグランド花月） - 劇中、島田紳助・松本竜助の漫才を再現（にほんしゅとダブルキャスト）

## 作品

### DVD
- ウーマンラッシュアワード2010（2010年7月28日発売、よしもとアール・アンド・シー）
- WOMAN RUSH HOUR SOLO LIVE DVD I love you（2012年11月21日発売、よしもとアール・アンド・シー）
- ウーマンラッシュアワー 村本大輔の恨みと復讐のミルフィーユ/中川パラダイスの癒しと優しさのセレナーデ（2014年4月30日発売、よしもとアール・アンド・シー）
- ウーマンラッシュアワー109 vol.1（2015年3月8日発売、よしもとアール・アンド・シー）

### 書籍
村本大輔名義
- おれは無関心なあなたを傷つけたい（2020年12月16日、ダイヤモンド社）[38]

- 村本大輔論 妬み恨みを強みに変える、ネガポジ365日（2015年12月22日、小学館）[39]

### コラム
村本大輔名義
- 炎上芸人 ニュースを斬る（日刊ゲンダイ）
- 炎上エンジョイ（月刊ウララ）

## 単独ライブ
- 2009年
  - 07月19日 - ウーマンがRUSHするんだってさ（baseよしもと/大阪）
  - 08月13日 - ウーマンがRUSHするんだってさ（baseよしもと/大阪）
  - 10月02日 - WOMAN RUSH TALK HOUR（baseよしもと/大阪）
  - 10月18日 - ウーマンがRUSHするんだってさ（baseよしもと/大阪）
  - 11月23日 - ウーマンがこたつで横になるんだってさ（baseよしもと/大阪）
  - 12月13日 - ウーマンが部屋にサンタ連れ込むんだってさ（baseよしもと/大阪）
- 2010年
  - 07月24日 - TOKYO WOMAN RUSH HOUR（ラフォーレミュージアム原宿/東京）
- 2012年
  - 06月02日 - ウーマンラッシュアワー初全国ツアー「ウーマンラッシュツアー」（スカラエスパジオ/福岡）
  - 06月09日 - ウーマンラッシュアワー初全国ツアー「ウーマンラッシュツアー」（ルミネtheよしもと/東京）
  - 06月16日 - ウーマンラッシュアワー初全国ツアー「ウーマンラッシュツアー」（アステホール 多目的スタジオ/広島）
  - 06月23日 - ウーマンラッシュアワー初全国ツアー「ウーマンラッシュツアー」（旧・SUNSHINE STUDIO、現・SKE48劇場/愛知）
  - 06月30日 - ウーマンラッシュアワー初全国ツアー「ウーマンラッシュツアー」（5upよしもと/大阪）
- 2013年
  - 03月09日 - ウーマンラッシュアワー3大都市ツアー ワンナイトラブ in 東京（ルミネtheよしもと/東京）
  - 03月16日 - ウーマンラッシュアワー3大都市ツアー ワンナイトラブ in 福岡（あるあるYY劇場/福岡）
  - 03月24日 - ウーマンラッシュアワー3大都市ツアーファイナル ありがとウーマン さよなラッシュアワー（なんばグランド花月/大阪）
  - 07月06日 - ウーマンラッシュアワー全国ツアー2013「DEEP KISS」（札幌スクールオブミュージック専門学校/札幌放送芸術専門学校 7F LS1/北海道）
  - 07月20日 - ウーマンラッシュアワー全国ツアー2013「DEEP KISS」（イムズホール/福岡）
  - 08月03日 - ウーマンラッシュアワー全国ツアー2013「DEEP KISS」（ABCホール/大阪）
  - 08月18日 - ウーマンラッシュアワー全国ツアー2013「DEEP KISS」（ハートピア春江 小ホール/福井）
  - 08月24日 - ウーマンラッシュアワー全国ツアー2013「DEEP KISS」（今池ガスホール/愛知）
  - 08月31日 - ウーマンラッシュアワー全国ツアー2013「DEEP KISS」（仙台市福祉プラザ ふれあいホール/宮城）
  - 09月16日 - ウーマンラッシュアワー全国ツアー2013「DEEP KISS」（さいたま市民会館おおみや 小ホール/埼玉）
  - 10月14日 - ウーマンラッシュアワー全国ツアー2013「DEEP KISS」（ルミネtheよしもと/東京）
- 2015年
  - 10月18日 - ウーマンラッシュアワートークライブ（よしもと沖縄花月/沖縄）
  - 11月28日 - ウーマンラッシュアワートークライブ（よしもと沖縄花月/沖縄）
- 2016年
  - 01月17日 - SHIBUYAウーマンラッシュアワー109（ヨシモト∞ホール/東京）
  - 01月26日 - OSAKAラッシュアワー（道頓堀ZAZA HOUSE/大阪）
  - 02月14日 - OSAKAラッシュアワー（道頓堀ZAZA HOUSE/大阪）
  - 02月28日 - SHIBUYAウーマンラッシュアワー109（ヨシモト∞ホール/東京）
  - 03月13日 - ウーマンラッシュアワートークライブ'（よしもと沖縄花月/沖縄）
  - 03月22日 - OSAKAラッシュアワー（道頓堀ZAZA HOUSE/大阪）
  - 03月27日 - SHIBUYAウーマンラッシュアワー109（ヨシモト∞ホール/東京）
  - 04月09日 - OSAKAラッシュアワー（道頓堀ZAZA HOUSE/大阪）
  - 04月17日 - ウーマンラッシュアワートークライブ（よしもと沖縄花月/沖縄）
  - 04月24日 - SHIBUYAウーマンラッシュアワー109（ヨシモト∞ホール/東京）
  - 10月05日 - OSAKAラッシュアワー（道頓堀ZAZA HOUSE/大阪）
  - 10月18日 - ウーマンラッシュアワー新ネタ漫才ツアー「漫才を超えた漫才」（名古屋芸術創造センター/愛知）
  - 11月02日 - ウーマンラッシュアワー新ネタ漫才ツアー「漫才を超えた漫才」（大阪市中央公会堂/大阪）
  - 11月11日 - ウーマンラッシュアワー新ネタ漫才ツアー「漫才を超えた漫才」（ももちパレス/福岡）
  - 11月17日 - ウーマンラッシュアワー新ネタ漫才ツアー「漫才を超えた漫才」（恵比寿ガーデンプレイス ザ・ガーデンホール/東京）
  - 11月25日 - ウーマンラッシュアワー新ネタ漫才ツアー「漫才を超えた漫才」（共済ホール/北海道）
  - 12月11日 - ウーマンラッシュアワー新ネタ漫才ツアー「漫才を超えた漫才」（金沢市アートホール/石川）
- 2020年

　　・12月11日-ウーマンラッシュアワーの漫才を聴き続けるライブin大阪～僕は漫才をやるふりをしてあなたと隣の相方を傷つけにいくからよろしく、予定時間は30分から60分～(なんばグランド花月／大阪)
　　・12月14日-ウーマンラッシュアワーの漫才を聴き続けるライブin東京～僕は漫才をやるふりをしてあなたと隣の相方を傷つけにいくからよろしく、予定時間は30分から60分～(ルミネtheよしもと/東京)
村本大輔名義
- 2015年
  - 12月24日 - 村本大輔の大演説（あるあるYY劇場/福岡）
- 2016年
  - 01月08日 - 村本大輔の大演説（よみうり大手町ホール/東京）
  - 01月24日 - 村本大輔の大演説（共済ホール/北海道）
  - 01月30日 - 村本大輔が沼津で教えを説くライブ（沼津ラクーンよしもと劇場/静岡）
  - 02月21日 - 村本大輔の大演説（コンパルホール/大分）
  - 03月01日 - 村本大輔の大演説（ひめぎんホール/愛媛）
  - 03月06日 - 村本大輔の大演説（秋田市文化会館/秋田）
  - 04月03日 - 村本大輔総理の脱コンプライアンス宣言（大宮ラクーンよしもと劇場/埼玉）
  - 04月05日 - 村本大輔の大演説（NAGOYA JAMMIN’/愛知）
  - 04月29日 - 村本大輔の大演説（ももちパレス/福岡）
  - 05月29日 - 村本大輔の大演説（北海道立釧路芸術館/北海道）
  - 06月05日 - 村本大輔の大演説（鹿児島市民文化ホール/鹿児島）

中川パラダイス名義
- 2015年
  - 10月03日 - ウーマンラッシュアワー中川パラダイスのトークライブ「さらけだす！」（大宮ラクーンよしもと劇場/埼玉）
  - 12月21日 - ウーマンラッシュアワー中川パラダイスのトークライブ「さらけだす！2」（大宮ラクーンよしもと劇場/埼玉）
- 2016年
  - 02月04日 - ウーマンラッシュアワー中川パラダイスのトークライブ「さらけだす！3」（大宮ラクーンよしもと劇場/埼玉）
  - 04月03日 - ウーマンラッシュアワー中川パラダイスのトークライブ「さらけだす！4」（大宮ラクーンよしもと劇場/埼玉）